# Триплохитон
Трипло́хитон (лат. Triplochiton) — монотипный род цветковых растений семейства Мальвовые (Malvaceae). Единственный вид — Триплохитон твердосмолый (Triplochiton scleroxylon), древесное растение, распространённое в тропической Африке.
Ранее род Triplochiton помещали в подсемейство Стеркулиевые семейства Мальвовые (это подсемейство также иногда выделяли в отдельное семейство), но сейчас род Triplochiton относят к подсемейству Helicteroideae семейства Мальвовые.

## Использование

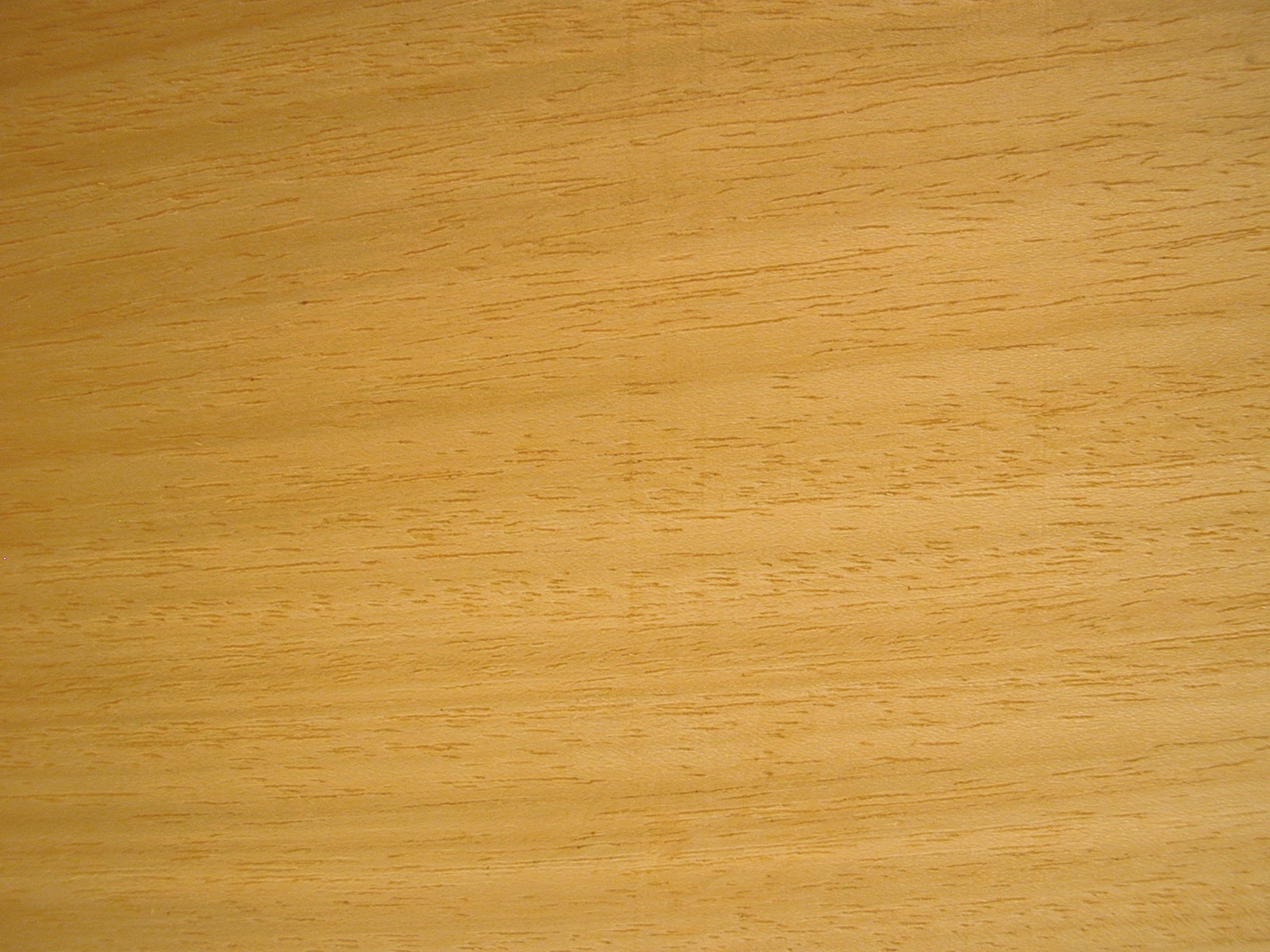
Абачи — древесина триплохитона

Древесина этого дерева известна также как абачи, в Нигерии её называют обече, в Гане — вава, в Камеруне айоус, а в Кот-д'Ивуар — самба.
Абачи ценится за отсутствие заноз, смол и за способность долго удерживать тепло, что делает её идеальным материалом для изготовления тех деталей внутренней отделки саун, к которым прикасается человеческая кожа.
Оценки плотности древесины колеблются в широких пределах в районе 350 кг/м³.

## Изготовление музыкальных инструментов
Английский производитель гитар Shergold / Hayman использовал абачи для корпусов некоторых своих моделей 1970-х годов.
Американская компания Gibson устанавливает на некоторые модели своих электрогитар накладки на гриф из абачи.

## Влияние на здоровье
Отмечались случаи аллергических реакций со стороны кожи и дыхательных путей у работников, занятых в обработке абачи.